# Lushan (Ya’an)

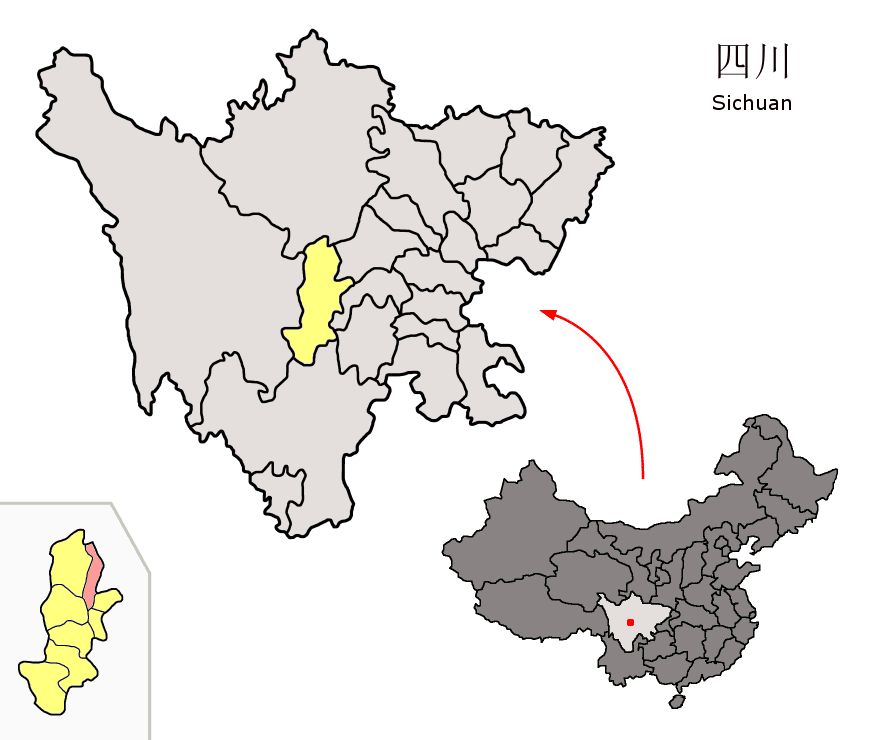
Lage des Kreises Lushan in der Provinz Sichuan.

Der Kreis Lushan (芦山县,  Lúshān Xiàn) ist ein Kreis im Zentrum der südwestchinesischen Provinz Sichuan, der zum Verwaltungsgebiet der bezirksfreien Stadt Ya’an gehört. Er hat eine Fläche von 1.117 km² und zählt 99.824 Einwohner (Stand: Zensus 2020). Sein Hauptort ist die Großgemeinde Luyang (芦阳镇).
Die in seinem Gebiet gelegene Fan Min-Que und Steintafel (樊敏阙及石刻, Fán Mǐn què jí shíkè), das Pingxianglou (平襄楼, Píngxiāng lóu) und die Haupthalle des Qinglong-Tempels ("Grüner Drachentempel", 芦山青龙寺大殿, Lúshān qīnglóng sì dàdiàn) stehen auf der Liste der Denkmäler der Volksrepublik China.

## Administrative Gliederung
Auf Gemeindeebene setzt sich der Kreis aus fünf Großgemeinden und vier Gemeinden zusammen. 